# Oliver Buckley

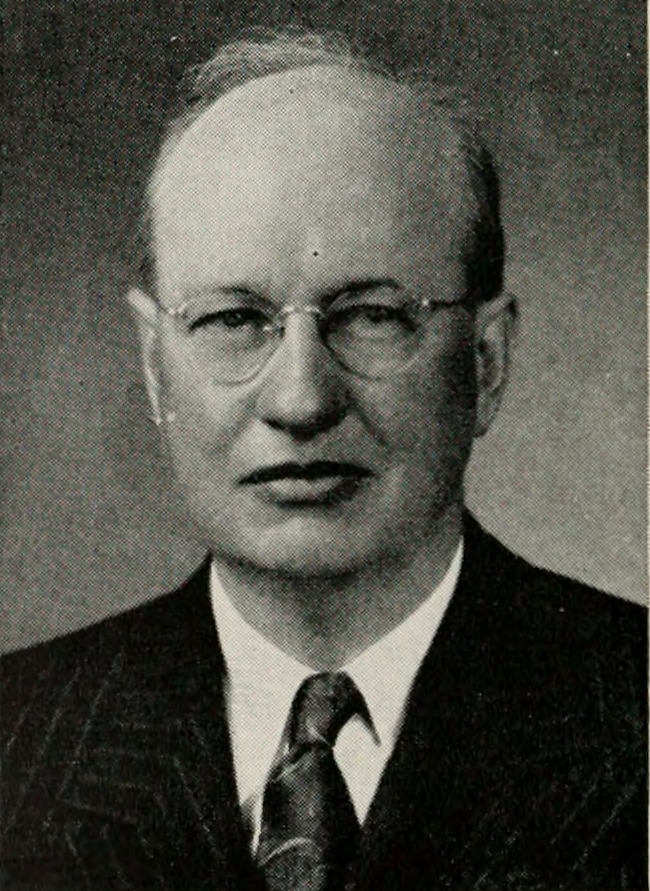
Oliver Buckley in 1922

Oliver Ellsworth Buckley (Sloan (Iowa), 8 augustus 1887 – Newark (New Jersey), 14 december 1959) was een Amerikaans elektrotechnicus. Hij is bekend vanwege zijn bijdragen op het gebied van onderzeese telefonie.

## Biografie
Buckley werd geboren in Sloan als zoon van de advocaat William Doubleday Buckley en onderwijzeres Sarah Elizabeth Jeffrey. Hij genoot zijn basisonderwijs aan openbare scholen en verkreeg in 1907 zijn bachelor (B.S.) aan het Grinnell College en in 1914 zijn doctoraal (Ph.D.) in de natuurkunde aan de Cornell-universiteit.
In 1914 werd hij door Frank Jewett aangenomen bij Western Electric Company te New York als natuurkundig onderzoeker, een positie die hij behield tot 1925. In dat jaar werd de Bell Telephone Laboratories opgericht, een joint venture van de onderzoekscentra van de American Telephone & Telegraph Company (AT&T) en Western Electric Company, die het wetenschaps- en onderzoekswerk overnam op het gebied van telecommunicatie in de Verenigde Staten.
Bij het nieuwe bedrijf diende Buckley als assistent-directeur van onderzoek van 1925 tot 1933, directeur van 1933 tot 1936 en vervolgens was hij uitvoerend vicepresident tot 1940. In 1940 werd hij president van Bell Labs en bleef dat tot 1951 toen hij lid werd van de raad van bestuur, een positie die hij behield tot aan zijn pensionering in 1952.

## Werk
Als expert op terrein van onderzeese telefonie begon Buckley vanaf 1914 te werken aan de problemen van trans-Atlantische radiocommunicatie. Hij begeleidde de productie en het testen van vermogensvacuümbuizen die gebruikt werden om de signalen te versterken van de eerste trans-Atlantische telefoonberichten in mei 1915.
Samen met zijn collega's bij AT&T, H. D. Arnold en Gustav Elmen (uitvinder van permalloy), was hij verantwoordelijk voor de methode om de aders van onderzeese datakabels te omwikkelen met permalloyband. Het voordeel van deze constructie was de enorme verbetering van de inductiebalans met als gevolg dat de capaciteit van onderzeese telegrafiekabels met een factor vier toenam. Een dergelijke telegrafiekabel werd voor het eerst gelegd in 1924 tussen New York en de Azoren. Vervolgens werkte hij aan de ontwikkeling van de trans-Atlantische telefoonkabel (1929) en de multikanaals telefoniekabel (1932).
Voor zijn onderzoekswerk verkreeg hij 43 octrooien, waaronder die voor een inductietoestel (1926), een telegraafgeleider (1928), een onderzeese kabel (1928), een telecommunicatiegeleider (1930), een onderzeese telefoniekabel (1933) en voor onderzeese kabels met balansspoelen (1936).

## Erkenning
Buckley ontving eredoctoraten van het Grinnell College in 1936 en van de Columbia-universiteit en Case Institute of Technology in 1948. Voor zijn bijdragen gedurende de Tweede Wereldoorlog mocht hij een medaille van verdienste (Medal of Merit) in ontvangst nemen.
In 1954 werd hij onderscheiden met de IEEE Edison Medal van de American Institute of Electrical Engineers (huidige IEEE) "Voor zijn persoonlijke bijdragen aan de wetenschap en kunsten waarmee een trans-Atlantische kabel mogelijk werd; voor verstandig leiderschap aan een groot industrieel laboratorium en voor buitengewone verdiensten voor de regering van zijn land".
De Oliver E. Buckley Condensed Matter Prize van de American Physical Society is naar hem vernoemd.